# Grande inondation de 1913
La grande inondation de 1913 s'est produite entre le 23 et le 26 mars, après que les principales rivières du centre et de l'est des États-Unis ont été inondées par le ruissellement incessant et plusieurs jours de fortes pluies. Les décès et les dommages associés aux États-Unis étaient importants et très étendus. Bien que le nombre exact ne soit pas connu avec certitude, les décès liés aux inondations dans l'Ohio, l'Indiana et onze autres États sont estimés à environ 650. La fourchette officielle du nombre de morts pour l'Ohio se situe entre 422 et 470. Les estimations des décès liés aux inondations dans l'Indiana vont de 100 à 200. Plus d'un quart de million de personnes se sont retrouvées sans abri. Le nombre de morts de l'inondation de 1913 la place juste après l'inondation de Johnstown de 1889 comme l'une des inondations les plus meurtrières aux États-Unis.
L'inondation reste la plus grande catastrophe météorologique de l'Ohio. Dans le Midwest des États-Unis, les estimations des dommages ont dépassé un tiers de milliard de dollars de 1913. Les dommages causés par la grande inondation à Dayton, Ohio, ont dépassé 73 millions de dollars. Les dommages de l'Indiana ont été estimés à 25 millions de dollars (en dollars de 1913). Plus au sud, le long du fleuve Mississippi, les dommages ont dépassé les 200 millions de dollars. La dévastation causée par l'inondation de 1913 et les inondations ultérieures le long du fleuve Mississippi ont finalement changé la gestion des voies navigables du pays et accru le soutien fédéral à la prévention globale des inondations et au financement des projets de lutte contre les inondations. L’Ohio Conservancy Act, signé par le gouverneur de l'Ohio en 1914, est devenu un modèle à suivre pour les autres États. La loi a permis la création de districts de conservation avec le pouvoir de mettre en œuvre des projets de lutte contre les inondations.
L'État et les communautés locales ont géré une grande partie de leur propre intervention et secours en réponse à la catastrophe. La Croix-Rouge américaine, une petite organisation à l'époque, a concentré ses efforts dans plus d'une centaine de communautés parmi les plus durement touchées de l'Ohio, y compris Dayton, et a assisté six des comtés les plus durement touchés de l'Indiana. Le gouverneur de l'Ohio, James M. Cox, a appelé la législature de l'État à allouer 250 000 $ (6,85 millions $ en dollars de 2021) pour l'aide d'urgence. Le gouverneur de l'Indiana, Samuel M. Ralston, a lancé un appel aux villes de l'Indiana et à d'autres États pour obtenir une aide humanitaire. De nombreuses communautés ont pris soin de leurs propres victimes des inondations avec le soutien de la Croix-Rouge, des dons de bienfaisance et des contributions locales d'entreprises, d'industries et d'organismes de services.

## Évolution météorologique
Le système météorologique qui a produit l'inondation à la fin de mars 1913 a commencé par une configuration typique de tempête hivernale, mais a développé des caractéristiques qui ont favorisé de fortes précipitations. Une forte circulation du nord provenant du Canada ont bloqué un anticyclone au large des Bermudes et a retardé l'écoulement normal vers l'est d'un système dépressionnaire. Entre-temps, l'air humide du golfe du Mexique s'est déplacé vers la région du Midwest par la vallée du fleuve Mississippi alors qu'un deuxième système anticyclonique canadien arrivait de l'ouest, créant un creux barométrique qui s'étendait du sud de l'Illinois au centre de l'Indiana et dans le nord de l'Ohio.
Au moins deux systèmes dépressionnaires se déplaçant le long du creux ont causé de fortes précipitations au cours de la période de quatre jours entre le 23 et le 26 mars. Alors que la tempête gagnait en force le dimanche 23 mars, des vents violents, de la grêle, du grésil et des tornades sont arrivés dans les Grandes Plaines, le sud des États-Unis et le Midwest des États-Unis. Des tornades majeures ont frappé Omaha, Nebraska ; Lone Peach, Arkansas; et Terre Haute, Indiana.
Les lundi 24 et mardi 25 mars, 76 à 203 mm de pluie sont tombés dans l'Ohio, l'Indiana et le sud de l'Illinois. Les principales rivières de l'Indiana et de l'Ohio ont connu alors un fort ruissellement. En aval, là où la rivière Ohio rencontre le fleuve Mississippi, le niveau d'eau a battu des records à cette époque alors que l'eau suit son cours vers le sud jusqu'au golfe du Mexique. Le mardi 25 mars, la rivière Ohio et ses affluents ont inondé des villes comme Indianapolis, Indiana, et Cincinnati, Youngstown et Columbus, Ohio. Dayton, Ohio, a été particulièrement touchée. Le mercredi 26 mars, la tempête s'est déplacée vers l'est en direction des états de Pennsylvanie et de New York, tandis que de fortes pluies se sont poursuivies dans la vallée de la rivière Ohio. Les précipitations les plus fortes, 6 à 9 pouces (150 à 230 mm) ou plus, couvraient une zone allant du sud de l'Illinois au nord-ouest de la Pennsylvanie. Alors que la tempête se poursuivait vers l'est, des inondations se sont produites à New York, au Massachusetts, au Vermont et en Virginie. Le Potomac a débordé de ses rives dans le Maryland.
Les précipitations les plus fortes, de 150 à 230 mm ou plus, couvraient une zone allant du sud de l'Illinois au nord-ouest de la Pennsylvanie, soit environ 50 000 milles carrés (129 499 km2) et une population approximative de 5 millions selon le recensement de 1910. Louisville, Kentucky, connu le taux de le plus lourd enregistré de précipitations de la tempête: 27 mm de pluie en vingt-huit minutes le 25 mars 

### Chronologie
Le système de tempête qui a produit l'inondation à la fin mars a commencé par un modèle de tempête hivernale typique, mais a rapidement développé des caractéristiques particulières qui ont favorisé de fortes précipitations,.
vendredi 21 mars
- Une série de neuf tornades associées au même système météorologique qui a produit l'inondation balaie les États du Golfe de l'Alabama, de la Géorgie et du Mississippi, rasant des villes, tuant 48 personnes et en blessant 150[3],[4].
- Un blizzard frappe vingt États et tue 21 personnes[5].
- Les températures chutent en dessous du point de gel dans le Midwest, tandis que des vents de force ouragan se déplacent vers l'Ontario, au Canada[6]. Les vents records atteignent 60 miles/h (97 km/h) à Indianapolis, Indiana ; 66 miles/h (106 km/h) à Louisville, Kentucky ; 84 miles/h (135 km/h) à Toledo, Ohio ; 86 miles/h (138 km/h) à Détroit, Michigan ; et 90 miles/h (140 km/h) à Buffalo, New York[7],[8].

samedi 22 mars
- La glace commence à fondre et les vents s'apaisent[7],[9].

dimanche 23 mars
- La tempête gagne en force. Les vents violents et le grésil dans le Midwest renversent les bâtiments, les poteaux téléphoniques et télégraphiques et les câbles aériens, perturbant les services électriques et limitant considérablement les communications dans le Midwest et avec les zones à l'ouest du fleuve Mississippi[7],[9].
- La tempête empêche le US Weather Bureau de collecter des informations opportunes sur le système météorologique et de communiquer des avertissements météorologiques avant la tempête[7].
- Un système anticyclonique se déplace vers le nord-est sur la Nouvelle-Angleterre et un système dépressionnaire au dessus du Colorado. Les vents du sud augmentent entre les deux systèmes à mesure que l'air chaud et humide pénètre dans les Grandes Plaines et la vallée de la rivière Ohio[10],[11].
- Des vents en rafales produisent une tempête de poussière au Kansas, tandis que le Missouri est frappé par de la grêle et de fortes pluies, et une série de nuages en entonnoir se déplacent à travers le Nebraska, l'Iowa, l'Illinois, le Missouri, le Michigan et l'Indiana[12],[10]. Le nombre de tornades varie de six à douze, mais au moins six frappent le Midwest, tuant environ 221 personnes et en blessant 761[12],[13].
- Des tornades majeures ont frappé Omaha, Nebraska. L'événement se classe comme le plus meurtrier du Nebraska[7],[14],[15]. Une tornade frappe Terre Haute, Indiana, le soir même[16].
- La tempête se déplace vers le Michigan[10].
- Des vents de 40 à 50 miles/h (64 à 80 km/h), accélérant en rafales jusqu'à 60 miles/h (97 km/h), sont signalés dans le Nebraska, l'Iowa et l'Illinois[10].

lundi 24 mars
- Le premier système dépressionnaire de la tempête s'affaiblit et se déplace vers le nord-est des Grands Lacs vers l'est du Canada et la Nouvelle-Angleterre[10],[11].
- Le système s'arrête sur le bassin de la rivière Ohio et déclenche plus de pluie et d'orages[10],[11].
- Un deuxième système dépressionnaire qui s'est développé dans le Colorado fusionne avec une troisième dépression qui se forme à l'ouest du Texas[10],[11].
- Pendant la nuit, le premier système de tempête se déplace vers l'est au-dessus du Kentucky, tandis que le second système pénètre dans le sud de l'Indiana et de l'Illinois et fusionne avec un front stationnaire au-dessus de la vallée de la rivière Ohio[10],[11].
- L'ensemble des précipitations du dimanche au lundi, 23 -24 mars, mesurent 3 à 8 pouces (76 à 203 mm) dans l'Ohio, l'Indiana et le sud de l'Illinois, dépassant les précipitations mensuelles normales en moins de quarante-huit heures. La pluie continue, en moyenne 3 à 6 pouces (76 à 152 mm) dans le sud de l'Indiana et l'ouest de l'Ohio[10].
- Les inondations s'étendent vers le centre de l'Indiana. Les voies navigables sont proches ou au pic de la crue le long de la rivière Wabash de Logansport à Attica, la rivière White dans la région d'Indianapolis et la fourche est de la rivière White près de Columbus et Seymour, Indiana. La partie orientale de l'Indiana est submergée par les eaux après que les rivières Maumee, Whitewater et les parties supérieures des rivières Wabash et White atteignent des niveaux d'eau records[17].
- De fortes pluies tombent à Dayton, où la rivière Great Miami atteint un niveau élevé pour l'année et continue de monter[18].

mardi 25 mars
- La rivière Ohio et ses affluents inondent des villes telles qu'Indianapolis, Indiana, et Cincinnati, Columbus, Ohio, et Fort Wayne, Indiana souffre également de hautes eaux[12].
- La montée des eaux déborde puis fait éclater les digues à Dayton, inondant le quartier des affaires du centre-ville, tandis que les niveaux d'eau continuent de monter[18].

mercredi 26 mars
- Le centre de basse pression se déplace vers l'est au-dessus de l'Etat de New York alors que la pluie continue dans la vallée de la rivière Ohio[10].
- Pic des eaux de crue à Dayton ; le quartier des affaires du centre-ville subit de nouvelles destructions à la suite d'incendies et d'une explosion de gaz[18].

jeudi 27 mars
- Les inondations dans le centre-sud et le sud-ouest de l'Indiana endommagent ou détruisent des zones près de Bedford, Shoals, Terre Haute, Vincennes et Washington, après les crues des rivières Wabash, White et de la fourche orientale de la rivière White[17].
- Les précipitations atteignent 2 à 5 pouces (51 à 127 mm) sur le Kentucky et le Tennessee[10].
- Le creux de la tempête se déplace vers l'est en Pennsylvanie et à New York, ce qui met lentement fin aux fortes pluies sur la vallée de la rivière Ohio. Dans certaines régions, la neige remplace la pluie. Jusqu'à 8 pouces (200 mm) de neige est tombée dans le centre et le nord de l'Indiana[10].
- Le gouverneur de l'Ohio, James M. Cox, nomme une commission de secours pour Dayton[18].

vendredi 28 mars
- Une masse d'air froid produit du gel dans les états de la Côte du Golfe, tandis que de fortes pluies sur le nord-est provoquent des inondations à New York, au Massachusetts, au Vermont et en Virginie[10].
- La rivière Potomac déborde de ses rives dans le Maryland, atteignant un seuil de 18 pieds (5,5 m), et inonde Hagerstown, dans la Grande vallée des Appalaches. D'autres communautés comme Cumberland, dans le Maryland, ressentent les effets des inondations, causant des dégâts mais aucun décès[19].

## Facteurs contributifs

### Importance du phénomène
D'autres facteurs contribuant aux inondations importantes étaient la taille de la tempête, sa durée et les conditions existantes au sol. Les rivières et les ruisseaux touchés par l'inondation étaient à des niveaux proches de la normale ou inférieurs au niveau d'inondation deux jours avant les pluies majeures dans l'Indiana et l'Ohio. Certains experts affirment que le sol est peut-être devenu rapidement saturé, entraînant un fort ruissellement suivi d'une soudaine montée des eaux. D'autres observateurs ont suggéré que le sol gelé dans les bassins versants des affluents a pu contribuer aux inondations le long des berges. Jusqu'à 8 pouces (2 m) de neige ont suivi les fortes pluies dans le nord de l'Indiana. Dans certaines régions, le sol dégelé et l'absence d'accumulation de neige pourraient avoir minimisé la destruction causée par le ruissellement et les inondations.

### Bassins versants
Les rivières se sont élevées de plusieurs pieds au-dessus des précédentes marques des hautes eaux dans l'Ohio et l'Indiana après que de fortes pluies à la source des rivières de la région se soient déplacées en aval. Les rivières de la région ont subi un fort ruissellement, en particulier le long des rivières Muskingum, Scioto, Great Miami et Wabash. Le bassin de la rivière Scioto dans le centre de l'Ohio a enregistré un niveau d'inondation de 21 pieds (6,4 m), ce qui reste un record à peu près de 4 pieds (1,2 m) supérieur aux crues précédentes de cette rivière. La Great Miami River et ses affluents, y compris la rivière Whitewater dans l'Indiana, ont augmenté d'au moins 10 pieds (3 m) de plus que les niveaux d'inondation précédents à de nombreux endroits. En aval de l'Indiana et de l'Ohio, où la rivière Ohio se verse dans le fleuve Mississippi au niveau de la petite ville de Cairo, dans l'Illinois, le niveau d'eau a atteint 54,7 pieds (plus de 16 mètres) et a battu des records pour cette époque de l'année. Les hautes eaux ont continué à couler vers le sud jusqu'au golfe du Mexique, provoquant la défaillance de certaines digues dans l'Arkansas, le Kentucky, la Louisiane, le Mississippi et le Missouri. L'eau accumulée par les rivières en crue qui se jettent dans le fleuve Mississippi a engendré en avril de nouveaux records de hauteur en aval, ce qui conduisit des villes comme Memphis, Tennessee ; Natchez, Mississippi ; La Nouvelle-Orléans, Louisiane ; et ailleurs le long du Mississippi à se préparer aux inondations,.

## Zones affectées
Les tempêtes qui ont créé les inondations de 1913 se sont poursuivies pendant plusieurs jours et ont produit des pluies record. Cela reste la "plus grande catastrophe climatique" de l'Ohio  et a déclenché la pire inondation jamais enregistrée dans l'Indiana. Les inondations liées aux tempêtes ont touché plus d'une douzaine d'États : Alabama, Arkansas, Connecticut, Illinois, Indiana, Kentucky, Louisiane, Maryland, Massachusetts, Mississippi, Missouri, New Hampshire, New Jersey, New York, Caroline du Nord, Ohio, Pennsylvanie, Tennessee, Vermont et Virginie. Le même système météorologique a provoqué des tornades majeures dans les Grandes Plaines, le Sud et le Midwest, notamment à Omaha, Nebraska ; Lone Peach, Arkansas; et Terre Haute, Indiana,,,,,.

### Dayton, Ohio

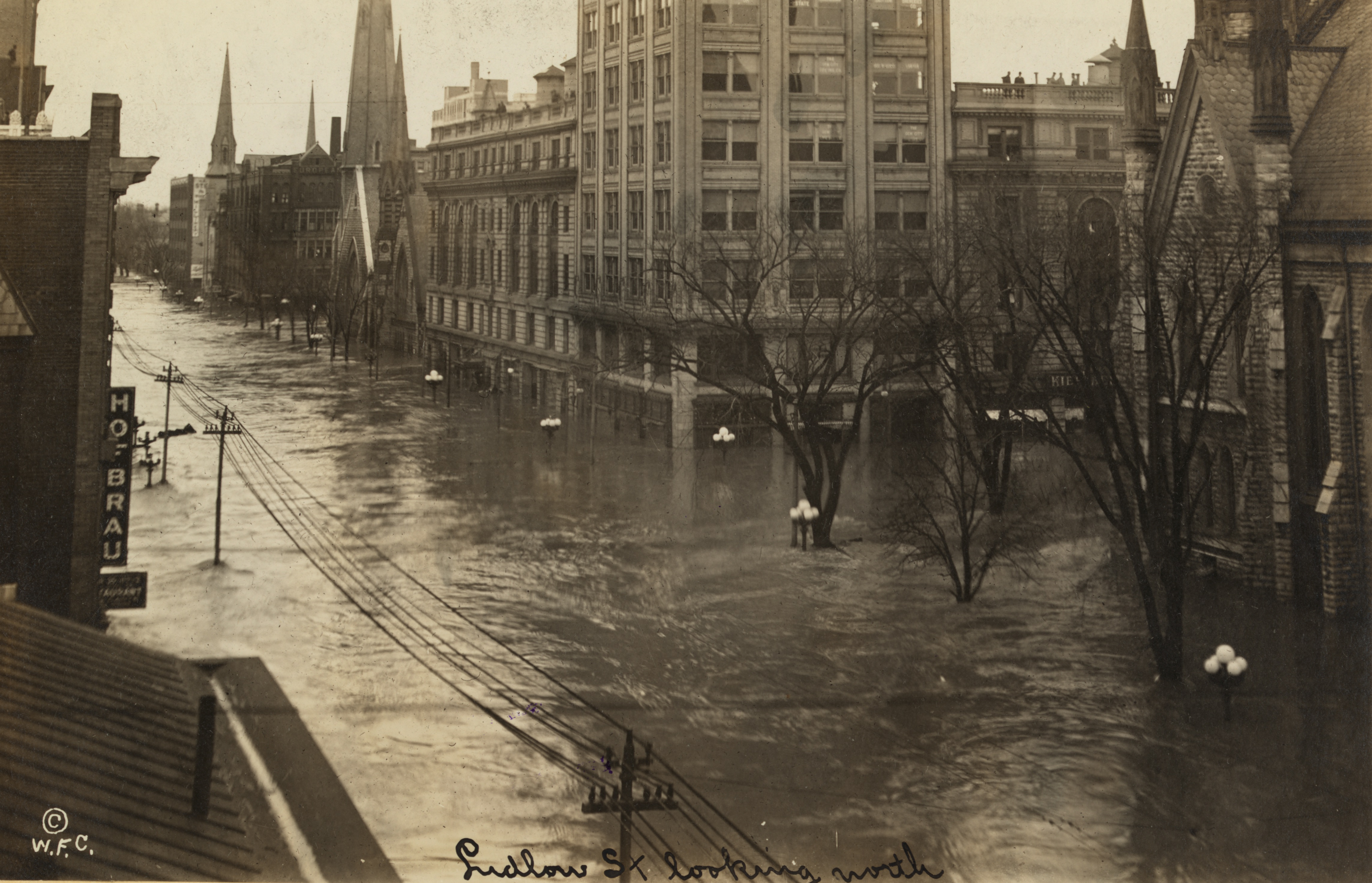
Rue Ludlow à Dayton, Ohio

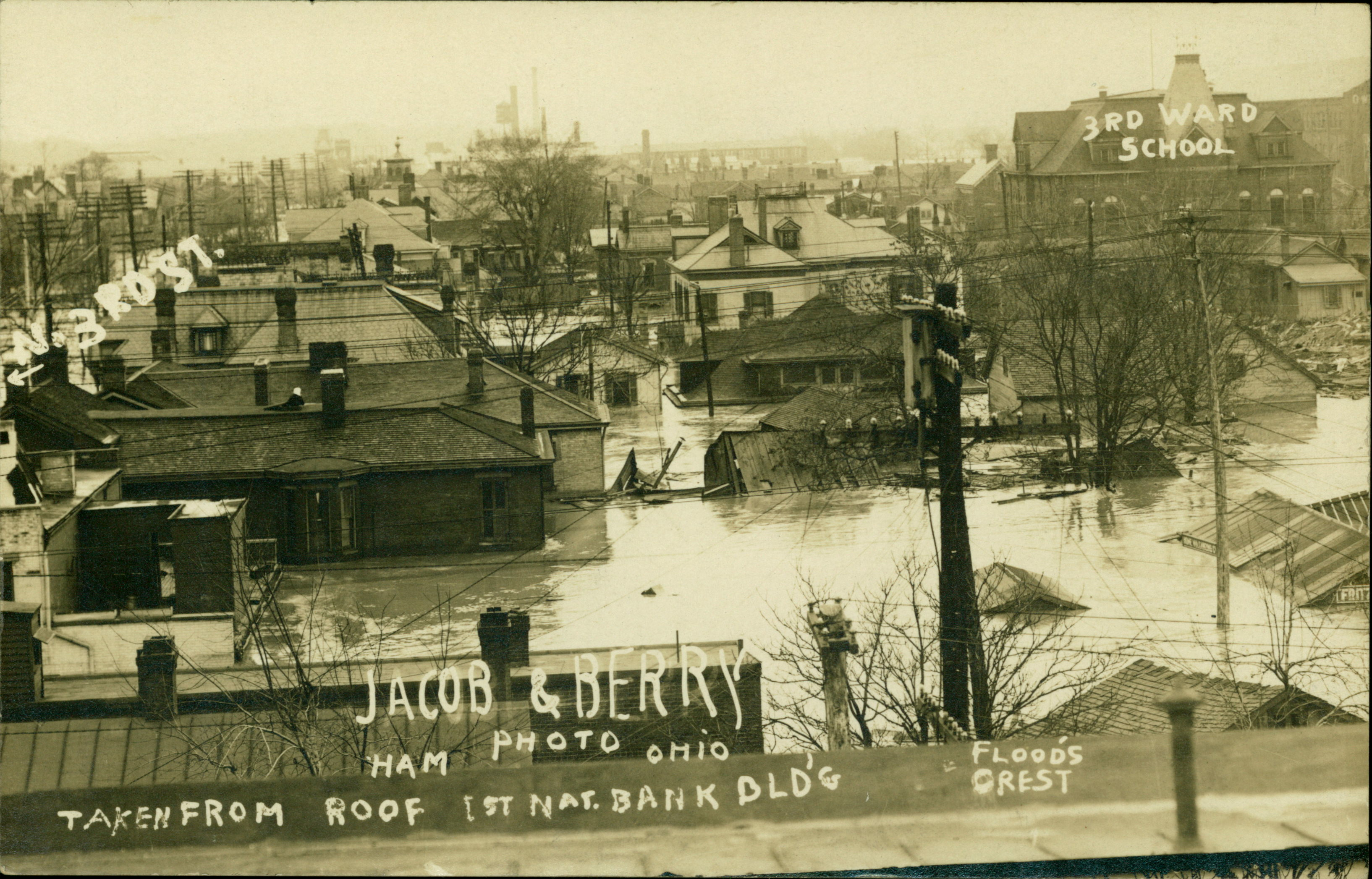
La grande inondation à Hamilton, Ohio

Entre le 23 et le 25 mars, de fortes pluies et la montée des eaux de la Great Miami River ont fait éclater des digues du côté sud de Dayton et inondé l'équivalent de 36 km2 de sa superficie. Les rues du centre-ville de Dayton ont connu une submersion de 10 pieds (env. 3 mètres) d'eau. Le 26 mars, alors que les eaux de crue atteignaient leur maximum, le quartier des affaires de Dayton a subi davantage de dégâts après un incendie et une explosion de gaz tôt le matin. On estime que 123 personnes ont été tuées à Dayton. En aval, à proximité de Hamilton (Ohio), environ 100 personnes ont péri  après qu'une onde d'eau atteignant 10 à 18 pieds (3 à 5,5 m) traversa leurs quartiers résidentiels.

### Columbus, Ohio
À Columbus, le Near West Side et certaines parties du centre-ville ont subi de graves inondations. Environ 93 personnes y ont laissé la vie. L'événement a été décrit par l'historien Ed Lentz comme "la pire catastrophe de l'histoire de Colombus".

### Indianapolis, Indiana

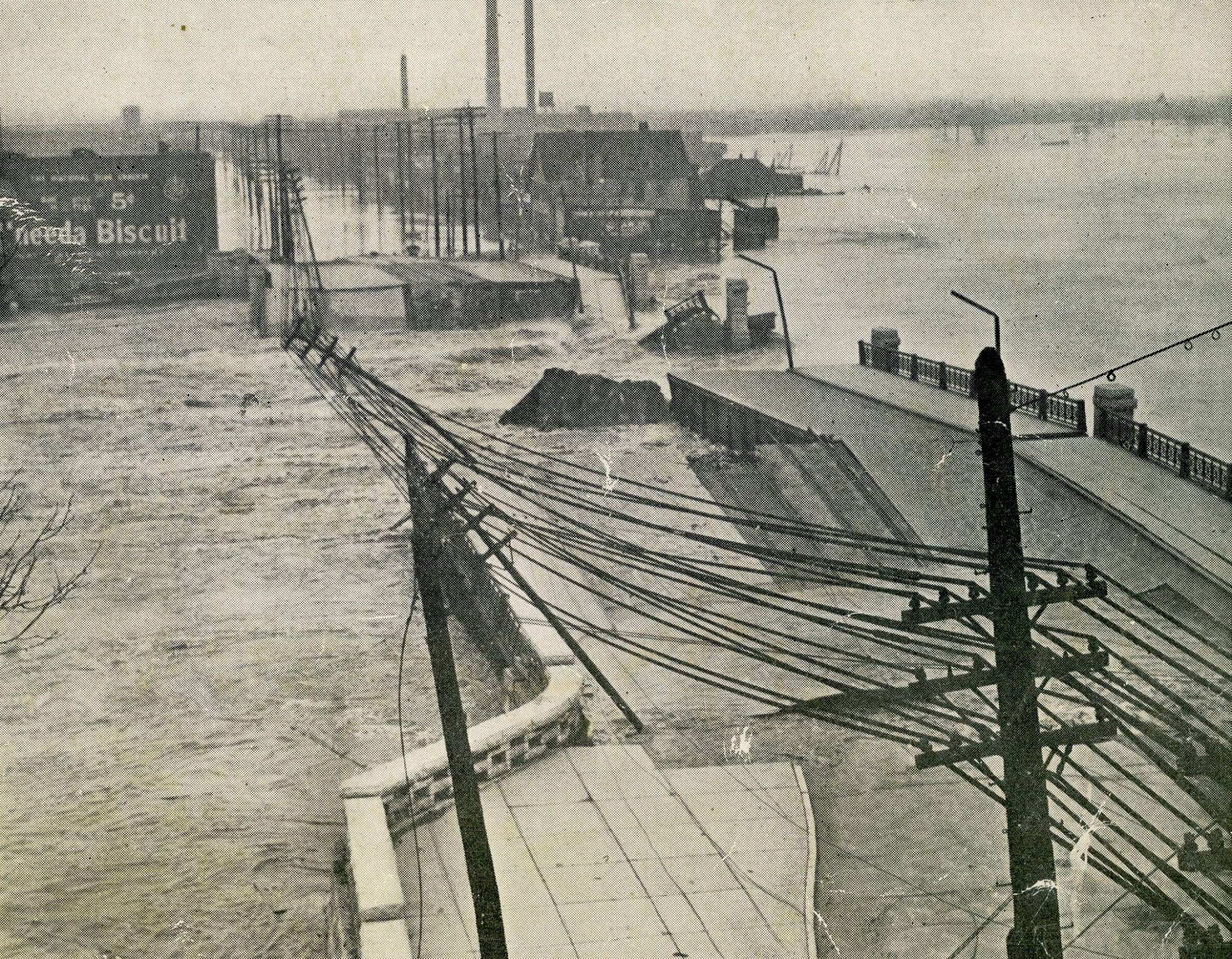
Effondrement du pont de Washington Street à Indianapolis

Environ 6 pouces (150 mm) de pluie sont tombés sur Indianapolis entre le 23 et le 26 mars, inondant près de 16 km2 et causant cinq décès connus,,,. Le 26 mars, les eaux de crue, estimées à 19,5 pieds (5,9 m) au-dessus du niveau d'inondation, ont détruit le pont de la rue Washington d'Indianapolis, la principale connexion sur la rivière White. Les hautes eaux ont forcé 4 000 personnes à fuir leurs maisons du côté ouest de la ville lorsqu'une digue en terre s'est effondrée et qu'un mur d'eau de 25 pieds (7,6 m) a inondé une zone de près d'un demi mile (0,8 km) de large autour de Kentucky Avenue et Morris Street,. Les transports et l'approvisionnement en eau de la ville ont été interrompus pendant près de quatre jours dans les zones inondées et jusqu'à 7 000 familles d'Indianapolis ont perdu leur maison.

## Efforts de secours
Immédiatement après les inondations, les entreprises et les usines ont fermé, les écoles ont fermé, les services gouvernementaux ont été perturbés et les voyages en train ont été retardés ou arrêtés dans tout le Midwest. Les journaux de nombreuses communautés n'ont pas été publiés pendant la tempête. Des théâtres à travers le pays montraient des images de la dévastation par les inondations à Dayton et dans d'autres villes de l'Ohio et des dégâts causés par la tornade à Omaha, dans le Nebraska, quelques semaines après la catastrophe.
En 1913, des années avant que le gouvernement fédéral ne fournisse d'importants secours en cas de catastrophe, les administrations étatiques et locales géraient leurs propres interventions et secours. Les efforts de nettoyage ont été rendus encore plus difficiles avec l'augmentation des risques d'incendie et sanitaires, les systèmes de communication endommagés par les inondations, les réseaux de transport perturbés, les rues jonchées de débris et les systèmes de services publics inondés.
La Croix-Rouge américaine était encore une petite organisation en mars 1913, avec quelques employés à plein temps à son siège à Washington, DC et une soixantaine de chapitres bénévoles aux États-Unis, lorsque le président Woodrow Wilson l'a nommée "l'agence officielle de secours en cas de catastrophe" pour le gouvernement fédéral »,. Les rapports sur les inondations dans les journaux du pays ont publié un appel du président pour aider les victimes avec des contributions à la Croix-Rouge. Wilson a également envoyé des télégrammes aux gouverneurs de l'Ohio et de l'Indiana demandant comment le gouvernement fédéral pourrait aider. Le gouverneur de l'Indiana, Samuel M. Ralston, n'a pas reçu le télégramme du président Wilson offrant un soutien fédéral en raison des communications endommagées par les inondations. Le gouverneur de l'Ohio, James M. Cox, a répondu au président avec une demande de tentes, de rations, de fournitures et de médecins et a envoyé un télégramme à la Croix-Rouge demandant son aide à Dayton et dans les communautés environnantes. Les agents et les infirmières de la Croix-Rouge ont concentré leurs efforts dans 112 des communautés les plus durement touchées de l'Ohio, dont Dayton, principalement le long des principaux fleuves de l'Ohio. La Croix-Rouge était moins présente dans l'Indiana, où elle a établi un siège temporaire à Indianapolis et a desservi les six comtés de l'Indiana les plus durement touchés. Les structures d'aide et de secours de la Croix-Rouge dans d'autres régions des États-Unis, à l'exception d'Omaha, Nebraska, et de Lower Peach Tree, Alabama, étaient limités ou inexistants,.
Le gouverneur Cox a appelé la législature de l'Ohio à allouer 250 000 $ (6,85 millions $ en dollars 2021) pour l'aide d'urgence et a ordonné une fermeture des banques de 10 jours. Cox, qui était également l'éditeur du Dayton Daily News, a fourni à la presse des briefings quotidiens et des appels aux dons. Le gouverneur Ralston a lancé un appel aux villes de l'Indiana et à d'autres États pour obtenir une aide humanitaire et des dons d'argent et de fournitures. Ralson a nommé un fiduciaire pour recevoir les fonds de secours et organiser la distribution des aides. Environ la moitié des comtés de l'Indiana se sont occupés de leurs propres victimes. Les compagnies de chemins de fer, notamment "la Big Four, les Pennsylvania Lines et Vandalia ", ont mis leur équipement à la disposition du gouverneur de l'Indiana et ont affecté leurs équipes de travail à la reconstruction du réseau ferroviaire de cet État.
La Chicago Association of Commerce a viré 100 000 $ à la Croix-Rouge le 26 mars, devenant l'une des nombreuses organisations ayant contribué aux fonds pour les secours aux victimes d'inondation. Les Rotary clubs à travers les États-Unis ont versé plus de 25 000 dollars (685,000 dollars en dollars 2016) à un fonds de secours du Rotary, qui a été créé pour les secours dans l'Indiana et l'Ohio. C'était le "premier effort associatif de secours en cas de catastrophe" de l'organisation. Dans certaines régions, des organisations locales indépendantes ont participé aux efforts de secours. Le Rotary Club d'Indianapolis, créé quelques semaines seulement avant l'inondation, et le Rotary Club de Dayton, créé six mois plus tôt, ont contribué aux efforts de secours au sein de leurs communautés en aidant à fournir un soutien médical, un transport et un abri. D'autres Rotary clubs aux États-Unis et au Canada ont apporté des fonds, des équipements, des vivres et des médicaments. Au Colorado, la comédienne française Sarah Bernhardt et l'acteur John Drew, Jr ont donné une performance au bénéfice des victimes qui a permis d'ajouter 5 000 $ à un fonds de secours préexistant de 41 000 $ déjà alimenté par les résidents du Colorado pour les victimes des inondations de l'Indiana et de l'Ohio.

## Décès
Le nombre exact de morts de l'inondation et de ses conséquences pourrait ne jamais être connu. Une estimation des décès liés à la tempête du 21 au 28 mars est supérieure à 900. Les décès dus aux inondations dans l'Ohio, l'Indiana et onze autres États (Arkansas, Illinois, Kentucky, Louisiane, Maryland, Michigan, Missouri, New York, Pennsylvanie, Virginie-Occidentale et Wisconsin)  sont estimés à environ 650,,,.
Ce nombre de morts place l'inondation de 1913 au deuxième rang après l'inondation de Johnstown de 1889, lorsque plus de 2 200 personnes sont mortes, comme l'une des inondations les plus meurtrières du pays,,,. Cependant, les rapports officiels sur les décès dus aux inondations restent incohérents. Les corps de certaines des victimes n'ont jamais été retrouvés et tous les décès n'ont pas été signalés aux agences recueillant des statistiques liés aux inondations. Certains décès liés à des blessures ou à des maladies n'ont pas été répertoriés dans les décomptes officiels s'ils sont survenus après la publication de rapports officiels.
Une estimation de 467 décès dus aux inondations a été citée pour l'Ohio, avec un bilan officiel compris entre 422 et 470,. Le bilan officiel des morts de Dayton n'était pas certain, mais le Bureau des statistiques de l'Ohio a répertorié quatre-vingt-deux personnes, tandis qu'un historien des inondations évalue le nombre à quatre-vingt-dix-huit. D'autres ont rapporté le nombre de morts de Dayton à près de 300, mais ce chiffre pourrait inclure d'autres quartiers et villes. Le nombre de décès estimés pour les victimes des inondations dans l'Indiana est de 100 à 200,,. Les inondations dans le bassin de la rivière Great Miami ont causé au moins 260 morts, plus que dans tout autre bassin fluvial. Environ dix-sept personnes sont mortes dans les inondations du bassin de la rivière Whitewater.

## Maladies liées à l'inondation
En conséquence de l'inondation, il y a eu des épidémies de diphtérie et de typhus dans plusieurs zones inondées, comme la zone du centre-nord de Dayton, Ohio. Il est probable qu'environ 2000 hospitalisations supplémentaires ont résulté de ces épidémies, faisant suite aux dommages physiques plus directement causés par l'inondation. Bien que les informations pour l'Indiana ne soient pas disponibles actuellement, on estime que 1 000 personnes supplémentaires ont été touchées dans cet État.[réf. nécessaire]

## Estimations des dégâts

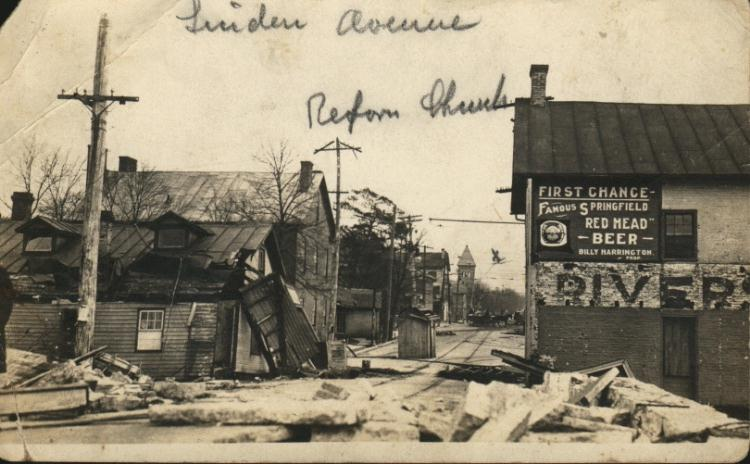
Dommages à Miamisburg, Ohio après l'inondation

Les dégâts causés par l'inondation étaient considérables et largement étendus. La tempête a détruit des centaines de ponts et de tréteaux de chemin de fer et 12 000 poteaux télégraphiques et téléphoniques. Les inondations ont interrompu les communications entre Chicago et New York pendant un jour et demi, ont gravement perturbé le transport routier et ferroviaire et ralenti la livraison du courrier. Plus de 38 000 maisons et autres bâtiments, ainsi que des milliers d'écoles, d'entreprises, de services publics et de rues ont été endommagés ou détruits. Plus d'un quart de million de personnes se sont retrouvées sans abri.
Dans le seul Midwest, les estimations des dommages, lesquels étaient sous-estimés selon un historien des inondations, s'élevaient à plus d'un "tiers de milliard de dollars". Le rapport du Dayton Citizens' Relief Committee a évalué les dégâts à Dayton à plus de 73 millions de dollars. Les dommages dans l'Indiana ont été estimés à 25 millions de dollars (en dollars de 1913). La petite ville de Cairo, dans l'Illinois, dont les citoyens avaient connaissance à l'avance des hautes eaux imminentes, qui ce sont manifestés la semaine suivant l'inondation de Dayton, n'a signalé aucun décès. Cependant, les dégâts matériels de cette localité et dans les petites communautés telles que Shawneetown, Illinois et Caseyville, Kentucky, dépassaient les 5 millions de dollars. Le long du fleuve Mississippi, les dommages ont dépassé les 200 millions de dollars.

## Impact
La dévastation causée par l'inondation de 1913 et les inondations ultérieures le long du fleuve Mississippi en 1917, 1927, 1936 et 1937 ont finalement modifié la gestion par le gouvernement des voies navigables et accru le soutien du Congrès au-delà de l'aide d'urgence pour y inclure des mesures nationales de lutte contre les inondations,,,.

### Législation fédérale
Après l'inondation de 1913, les citoyens et les responsables gouvernementaux se sont davantage intéressés à la prévention globale des inondations, à la gestion des zones inondables et au financement de projets de lutte contre les inondations qui limiteraient les dommages et sauveraient des vies. Le Congrès a précédemment soutenu que les inondations étaient des événements locaux et que le contrôle des inondations relevait de la responsabilité de l'État et du gouvernement local. Le Flood Control Act de 1917 a été le premier de nombreux textes législatifs qui ont finalement conduit à la création du National Flood Insurance Program de 1968, de la Federal Emergency Management Agency (FEMA) en 1979 et du Robert T. Stafford Disaster Relief and Emergency Assistance Act de 1988. Le financement fédéral des projets nationaux de lutte contre les inondations a commencé lentement en 1917, le Congrès autorisant le financement d'études de lutte contre les inondations sur le fleuve Mississippi dans le cadre du House Document 308. En 1925, il avait été élargi pour inclure d'autres grands fleuves des États-Unis.

### Programmes nationaux et locaux
Le Dayton Relief Committee a commencé peu après l'inondation de 1913 à lever 2 millions de dollars pour développer un système complet de protection contre les inondations qui empêcherait une autre inondation de même ampleur. Le comité a embauché Arthur Ernest Morgan et sa Morgan Engineering Company du Tennessee pour concevoir un plan qui utilisait des digues et des barrages,. Le 17 mars 1914, le gouverneur de l'Ohio a signé lOhio Conservancy Act, qui autorisait la création de districts de conservation habilités à mettre en œuvre des projets de lutte contre les inondations. Le district Upper Scioto Conservancy de l'Ohio a été le premier à se former en février 1915. Le Miami Conservancy District (MCD), qui comprend Dayton et les communautés environnantes, était le deuxième, formé en juin 1915. Le MCD a commencé la construction de son système de contrôle des crues en 1918. Le projet a été achevé en 1922 pour un coût supérieur à 32 millions de dollars et a empêché Dayton d'être encore inondée aussi gravement qu'en 1913. LOhio Conservancy Act est devenu le modèle pour d'autres États, tels que l'Indiana, le Nouveau-Mexique et le Colorado,.